# Exercícios Kegel
Exercícios Kegel é um determinado tipo de exercício físico que foi criado por Arnold Kegel, na década de 1940, e que tem como finalidade fortalecer o músculo pubococcígeo.
Este exercício consiste na contracção e descontracção destes músculos, que são por vezes nomeados músculos de Kegel, numa referência ao exercício. O objectivo deste é restaurar o tónus muscular e força do músculo já referido de modo a prevenir ou reduzir problemas do pavimento pélvico e aumentar a gratificação sexual.
Os exercícios de Kegel são tidos como um bom meio para tratar o prolapso vaginal e prevenir o prolapso uterino nas mulheres. Pode ser também benéfico no tratamento da incontinência urinária, tanto nos homens como nas mulheres. Os exercícios de Kegel são também conhecidos como exercícios do pavimento pélvico ou simplesmente Kegels.
Embora o Dr. Arnold Kegel tenha contemporanizado e popularizado estes exercícios, a sua prática já era conhecida dos Taoístas da China antiga. Estes desenvolveram os exercícios com vista a melhorar a saúde, a longevidade, a gratificação sexual e o desenvolvimento espiritual.

## Benefícios nas Mulheres

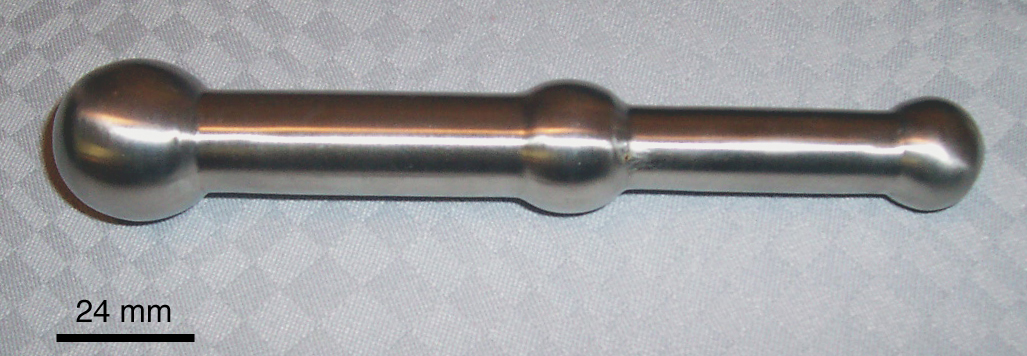
peça para exercícios Kegel.

Fatores como a gravidez, o parto e o excesso de peso podem resultar no enfraquecimento dos músculos da pelve. Os exercícios de Kegel são úteis, em alguns casos, na recuperação da força desses músculos. Os exercícios de Kegel praticados regularmente podem também aumentar o prazer nas relações sexuais, tanto para as mulheres como para os seus parceiros. Depois do parto, a prática destas contracções do pavimento pélvico durante as relações sexuais com um parceiro masculino, permite uma reação imediata do seu parceiro, que pode dizer se sente ou não os músculos a contrair à volta do seu pênis. Desta maneira, uma mulher que recentemente deu à luz pode treinar para restituir aos seus músculos do pavimento pélvico a força e o tónus que tinha antes do parto. Os exercícios Kegel podem, inclusive, serem indicados durante a gestação (com acompanhamento médico e fisioterapêutico), pois ajuda a evitar e prevenir problemas como a incontinência urinária, por exemplo.

## Benefícios nos Homens
Os homens também podem usar os exercícios de Kegel para fortalecer o músculo pubococcígeo, que poderá permitir que cheguem ao orgasmo sem ejaculação e até obter vários clímax durante a atividade sexual. Nos homens, este exercício eleva os testículos, e também reforça o músculo cremáster e o esfíncter anal. Também para os homens, os exercícios Kegel podem melhorar o controle urinário e até serem usados no tratamento da prostatite e hiperplasia benigna da próstata, além de também auxiliar em tratamentos da ejaculação precoce. Enquanto as mulheres podem potencializar o exercício oferecendo resistência isométrica à contração, por exemplo, comprimindo um objeto como uma esponja ou mesmo o pênis do parceiro, não se conhece nenhum exercício funcional para aumentar a resistência aos exercícios de Kegel no caso masculino. Alguns acreditam que colocando uma toalha sobre o pênis ereto e elevando-a pode ser uma maneira de potencializar o exercício.
Mas a força aplicada neste processo será aos músculos limitados à função biológica da ereção do pênis e de resistência ao dobramento, onde entram fatores como a fluxo sanguíneo ('dureza'), a construção genética e a integridade do tecido muscular. Nenhum estudo sério tem sido feito sobre a estrutura corporal e aumento de força do pênis por este método, apesar de definitivamente existir um grande mercado do reino do aumento do pênis e vários mitos urbanos da existência de tais métodos que alimentam este mercado. O trabalho na região pélvica sensibiliza, dando ao treinando melhor resposta erógena. Isso é fato. É fato também que homens buscam o método de contração e automanipulação para melhorar seu desempenho sexual.

## Preocupações Potenciais
Os músculos puboccígeos são os usados para parar o fluxo de urina durante a micção, e estes podem ser facilmente identificados deste modo. Contudo, depois do músculo identificado, não é recomendado praticar os exercícios de Kegel durante a micção pois isto pode levar a infecções.